# Castlelyons
Castlelyons (iriska: Caisleán Ó Liatháin) är en ort i republiken Irland.   Den ligger i grevskapet County Cork och provinsen Munster, i den södra delen av landet, 190 km sydväst om huvudstaden Dublin. Castlelyons ligger 43 meter över havet och antalet invånare är 292.
Terrängen runt Castlelyons är huvudsakligen platt, men västerut är den kuperad. Castlelyons ligger nere i en dal. Runt Castlelyons är det glesbefolkat, med 13 invånare per kvadratkilometer. Närmaste större samhälle är Midleton, 19,6 km söder om Castlelyons. Trakten runt Castlelyons består i huvudsak av gräsmarker.